# Vidnoye

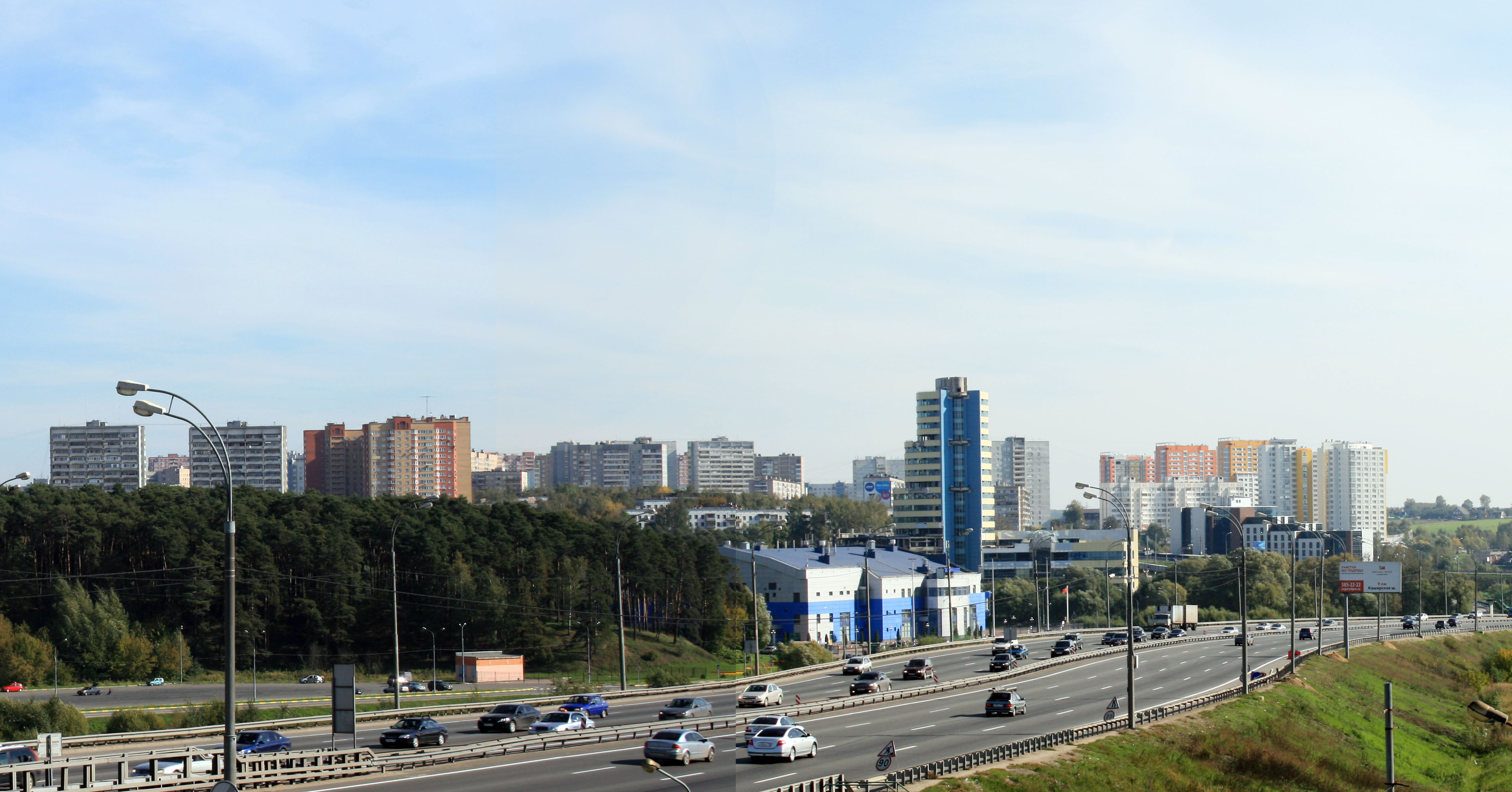
Cảnh Vidnoye nhìn từ đường ray

Vidnoye (tiếng Nga: Видное) là một thành phố Nga. Thành phố này thuộc chủ thể Moskva Oblast. Thành phố có dân số 52.198 người (theo điều tra dân số năm 2002). Đây là thành phố lớn thứ 315 của Nga theo dân số năm 2002. Dân số qua các thời kỳ: 56,798 (Điều tra dân số 2010); 52,198 (Điều tra dân số 2002); 55,829 (Điều tra dân số năm 1989).
Nó được thành lập với tên cộng đồng như Rastorguyevo cộng đồng nhà riêng mùa hè năm 1902. Gần đó là Leninskiye Gorky, khu nhà ở của Lenin trong những năm cuối đời của ông. Nhà tù Sukhanovka được thành lập bởi NKVD vào năm 1938 trên cơ sở của Tu viện Ekaterinskaia Pustyn. Năm 1949, khu định cư Vidnoye đã được thành lập cho công nhân tại Moscow Coke mới được xây dựng và nhà máy khí công trình (làm việc trên nhà máy bắt đầu vào năm 1937, nhưng bị gián đoạn trong Thế chiến II). Vidnoye mà tình trạng cấp thành phố năm 1965. 
Igor Akinfeev sinh ra ở Vidnoye.